# Dracontium nivosum
Dracontium nivosum är en kallaväxtart som först beskrevs av Lem., och fick sitt nu gällande namn av Guang Hua Zhu. Dracontium nivosum ingår i släktet Dracontium och familjen kallaväxter. Inga underarter finns listade.